# Access:D
Access:D es el tercer álbum en vivo de la banda británica de rock Delirious?. Fue grabado entre junio y octubre de 2002 durante el tour ‘‘Fire’’, y lanzado el 30 de noviembre del mismo año.

## Lista de canciones

### CD 1
1. "Access:D (Pt. 01) (Touch)"
2. "Deeper"
3. "God's Romance"
4. "My Glorious"
5. "Access:D (Pt. 02) (Blindfold)"
6. "Love Is the Compass"
7. "Touch"
8. "Access:D (Pt. 03) (Rain Down)"
9. "Follow"
10. "Happy Song"
11. "Heaven"
12. "History Maker"

### CD 2
1. "Bliss"
2. "Show Me Heaven"
3. "Sanctify"
4. "I Could Sing of Your Love Forever"
5. "Take Me Away"
6. "Fire"
7. "Everything"
8. "King of Fools"
9. "Jesus' Blood"
10. "Hang on to You"
11. "Access:D (Pt. 04) (If We'd Ask)"
12. "Access:D (Pt. 05) (Dance in the River)"
13. "Access:D (Pt. 04) (Lord You Have My Heart)"
14. "Investigate"